# Sopiko Guramiszwili
Sopiko Guramiszwili, gruz. სოფიკო გურამიშვილი (ur. 1 stycznia 1991) – gruzińska szachistka, arcymistrzyni kobiet (WGM) od 2009, mistrzyni międzynarodowa (IM) od 2012 roku.

## Kariera szachowa
Wielokrotnie reprezentowała Gruzję na mistrzostwach świata i Europy juniorek w różnych kategoriach wiekowych, zdobywając trzy medale: złoty (Batumi 2006 – MŚ do 16 lat), srebrny (Kallithea 2003 – MŚ do 12 lat) i brązowy (Budva 2003 – ME do 12 lat). Była również kilkukrotną medalistką mistrzostw kraju juniorek, m.in. złotą w 2009 (w kategorii do 18 lat).
Normy na tytuł arcymistrzyni wypełniła w Barcelonie (2007), Petersburgu (2009, indywidualne mistrzostwa Europy) oraz Tbilisi (2009, indywidualne mistrzostwa Gruzji, VI miejsce).
W 2008 r. podzieliła IV m. (za Azərem Mirzəyevem, Karenem Mowsesjanem i Roiem Reinaldo Castineirą, wspólnie m.in. z Aną Matnadze) w otwartym turnieju w La Pobla de Lillet. W 2010 r. zdobyła w Zurychu brązowy medal mistrzostw świata studentek. W 2011 r. zwyciężyła w Benidormie, natomiast na przełomie 2011 i 2012 r. zwyciężyła w kobiecym turnieju festiwalu w Reggio Emilia. W 2012 r. podzieliła II m. (za Władimirem Jepiszynem, wspólnie z Tapanim Sammalvuo i Nino Baciaszwili) w Erice oraz ponownie zwyciężyła w Benidormie. W 2013 r. podzieliła I m. (wspólnie z Anastasiją Sawiną) w Linares oraz podzieliła III m. (za Nino Baciaszwili i Joanną Majdan-Gajewską, wspólnie z Kariną Szczepkowską-Horowską) w memoriale Krystyny Radzikowskiej we Wrocławiu.
Najwyższy ranking w dotychczasowej karierze osiągnęła 1 listopada 2013 r., z wynikiem 2441 punktów zajmowała wówczas 43. miejsce na światowej liście FIDE, jednocześnie zajmując 5. miejsce wśród gruzińskich szachistek.